# Anders Jönsson (1907–2002)
Anders Anton Jönsson, född 9 juli 1907 i Hyby, Malmöhus län, död 21 november 2002 i Malmö, var en svensk målare och grafiker.
Han var son till lantarbetaren Jöns Persson och Anna Trygg och från 1942 gift med Signe Rydberg. Jönsson kom efter avslutad skolgång i målarlära och arbetade som yrkesmålare ett 10-tal år innan han studerade konst vid Skånska målarskolan i Malmö 1934. Därefter företog han ett antal studieresor till Frankrike och Spanien. Han debuterade i konstnärsgruppen Blandningens utställning i Malmö 1938 och ställde tillsammans med 20 andra Skånemålare ut i New York 1939. Han medverkade i samlingsutställningar med Skånes konstförening, Sveriges allmänna konstförening, Helsingborgs konstförening och Landskrona konstförening. Separat ställde han ut på SDS-hallen, Malmö rådhus, Malmö museum och Krognoshuset i Lund samt på olika platser tillsammans med sin hustru. Hans konst består av blomsterstilleben, figurmotiv, porträtt, landskap och havsbilder i olja, pastell, akvarell eller litografi i en naturalistisk. Jönsson är representerad vid Malmö museum, Malmö kommun, Landskrona kommun samt Älvsborgs och Malmöhus läns landsting. Han är gravsatt i minneslunden på Sankt Pauli mellersta kyrkogård i Malmö.